# Uliszkowice
Uliszkowice est une localité polonaise de la gmina rurale de Trzebielino située dans le powiat de Bytów en voïvodie de Poméranie. Elle se trouve à environ 28 km à l'ouest de Bytów et 103 km à l'ouest de la capitale régionale Gdańsk.

## Géographie

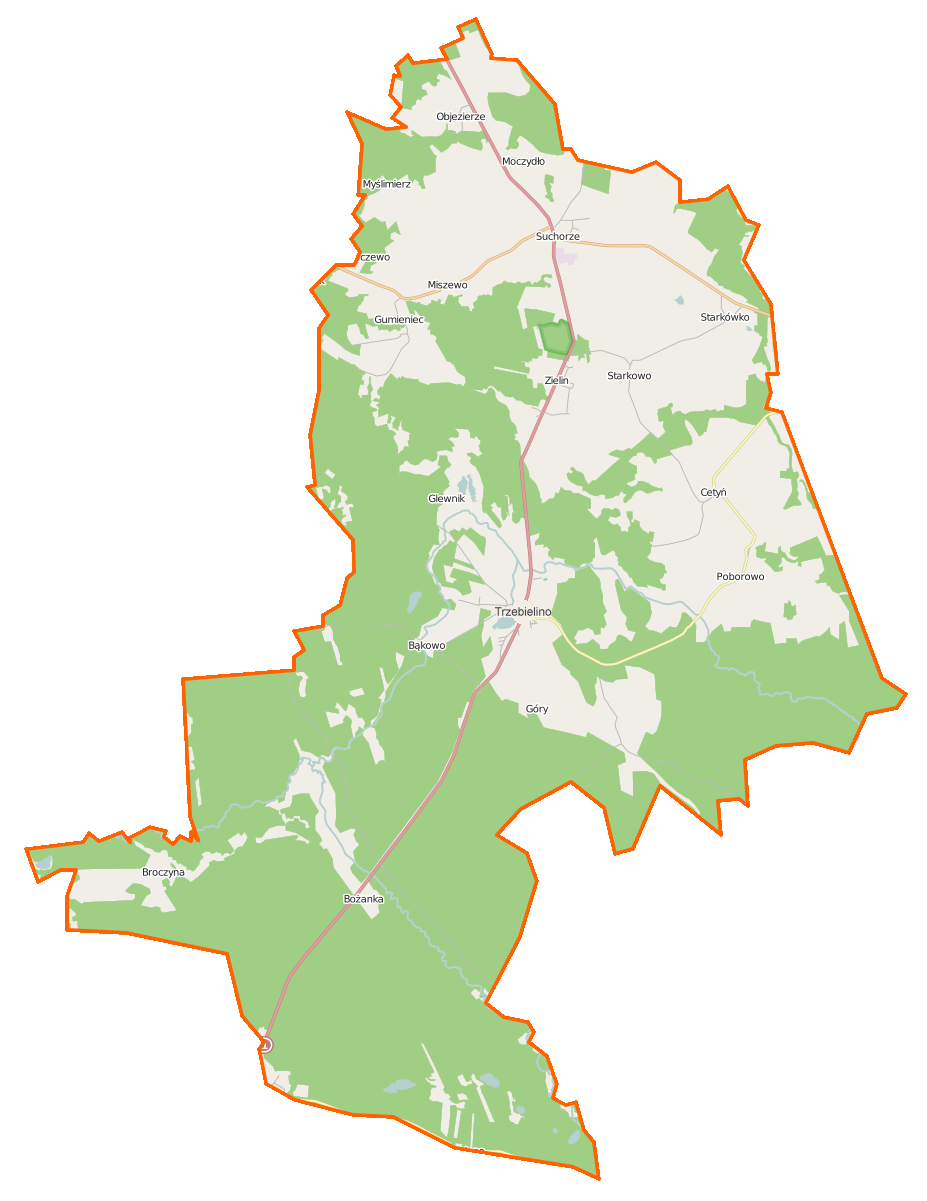
Carte de la gmina de Trzebielino.

## Histoire
De 1742 à 1945, Augustfelde fait partie de l'arrondissement de Rummelsburg-en-Poméranie dans le district de Köslin au sein de la province de Poméranie.